# Список Эдриана Мессенджера
«Список Эдриана Мессенджера» (англ. The List of Adrian Messenger) — американская чёрно-белая мистическая детективная драма режиссёра Джона Хьюстона по одноимённому роману Филипа Макдональда. Премьера фильма состоялась 29 мая 1963 года.

## Сюжет
Писатель Эдриан Мессенджер предполагает, что несвязанные друг с другом смерти от несчастного случая на самом деле цепочка убийств. Он просит своего друга Энтони Гетрина, бывшего сотрудника МИ5, помочь распутать это дело. Самолёт, где летел Мессенджер, взрывают, и перед смертью он открывает единственному спасшемуся пассажиру ключ к разгадке. Тот возвращается под именем Рауля Ле Борга, соратника Гетрина во французском Сопротивлении в годы Второй мировой войны. Вдвоём они изучают список имён, оставленный Мессенджером, и расшифровывают его предсмертные слова. Оказывается, все, внесённые в этот перечень, когда-то были заключёнными военного лагеря в Бирме. Некий канадский сержант Джордж Броэм помешал совершить им побег. У каждого из них были причины убить Броэма, и тот мог сам уничтожить мстителей. Но возникает вопрос, зачем? Это и предстоит выяснить старым воякам Гетрину и Ле Боргу.

## В ролях
- Джордж К. Скотт — Энтони Гетрин
- Дана Уинтер — леди Джоселин Бруттенхольм
- Клайв Брук — маркиз Гленэйр
- Глэдис Купер — миссис Каруджан
- Герберт Маршалл — сэр Уилфрид Лукас
- Жак Ру — Рауль Ле Борг
- Джон Меривейл — Эдриан Мессенджер
- Марсель Далио — Макс Каруджан
- Бернард Арчард — инспектор Пайк
- Тони Хьюстон — Дерек Бруттенхольм
- Рональд Лонг — Карстейрс
- Кирк Дуглас — сержант Джордж Броэм / викарий Отли / мистер Питиан / Артур Хенриксон
- Тони Кёртис — камео
- Берт Ланкастер — камео
- Роберт Митчем — камео
- Фрэнк Синатра — камео
- Алан Кайу — инспектор Сеймур (нет в титрах)
- Констанс Кавендиш — горничная (нет в титрах)
- Тим Дюран — секретарь охотничьего общества (нет в титрах)
- Бернард Фокс — Линч (нет в титрах)
- Дельфи Лоуренс — стюардесса (нет в титрах)
- Джон Хьюстон — солдат (нет в титрах)
- Мона Лилиан — собственница (нет в титрах)
- Джо Линч — велосипедист (нет в титрах)
- Жан Мерлин — свистун / священник / рабочий / пастух (нет в титрах)
- Стейси Морган — погонщик (нет в титрах)
- Барбара Моррисон — медсестра (нет в титрах)
- Ричард Пил — сержант Флуд (нет в титрах)
- Ноэль Пёрселл — селянин (нет в титрах)
- Дженнифер Рэйн — медсестра-стажёр (нет в титрах)
- Одри Скотт — всадница (нет в титрах)
- Анита Шарп-Болстер — миссис Слэттери (нет в титрах)
- Анна Ван Дер Хейде — стюардесса (нет в титрах)
- Нельсон Уэлш — мужчина (нет в титрах)
- Дейв Уиллок — цыган (нет в титрах)

## Съёмочная группа
- Режиссёр-постановщик: Джон Хьюстон
- Сценарист: Энтони Вейлер
- Продюсер: Эдвард Льюис
- Оператор: Джозеф МакДональд
- Композитор: Джерри Голдсмит
- Художники-постановщики: Александр Голицен, Стивен Б. Граймз, Джордж Уэбб
- Гримёры: Джон Чамберс, Дейв Грейсон, Ник Марчеллино
- Монтажёры: Терри О. Морс, Хью С. Фаулер (участие не подтверждено)
- Звукорежиссёры: Уолдон О. Уотсон, Фрэнк Уилкинсон
- Дирижёр: Джерри Голдсмит

## Номинации
- 1964 — номинация на премию Эдгара Аллана По за лучший кинофильм — Энтони Вейлер[1][2]

### Рецензии
- DOS PERLAS DE JOHN HUSTON (I): EL ÚLTIMO DE LA LISTA
- The List of Adrian Messenger (1963) with George C. Scott
- John Huston – «Le Dernier de la liste»
- The List of Adrian Messenger – Classic Movie Review 5901
- Reasonably entertaining old-fashioned creaky whodunit
- Cinema: Mummery Flummery